# Reisterrassen in den philippinischen Kordilleren

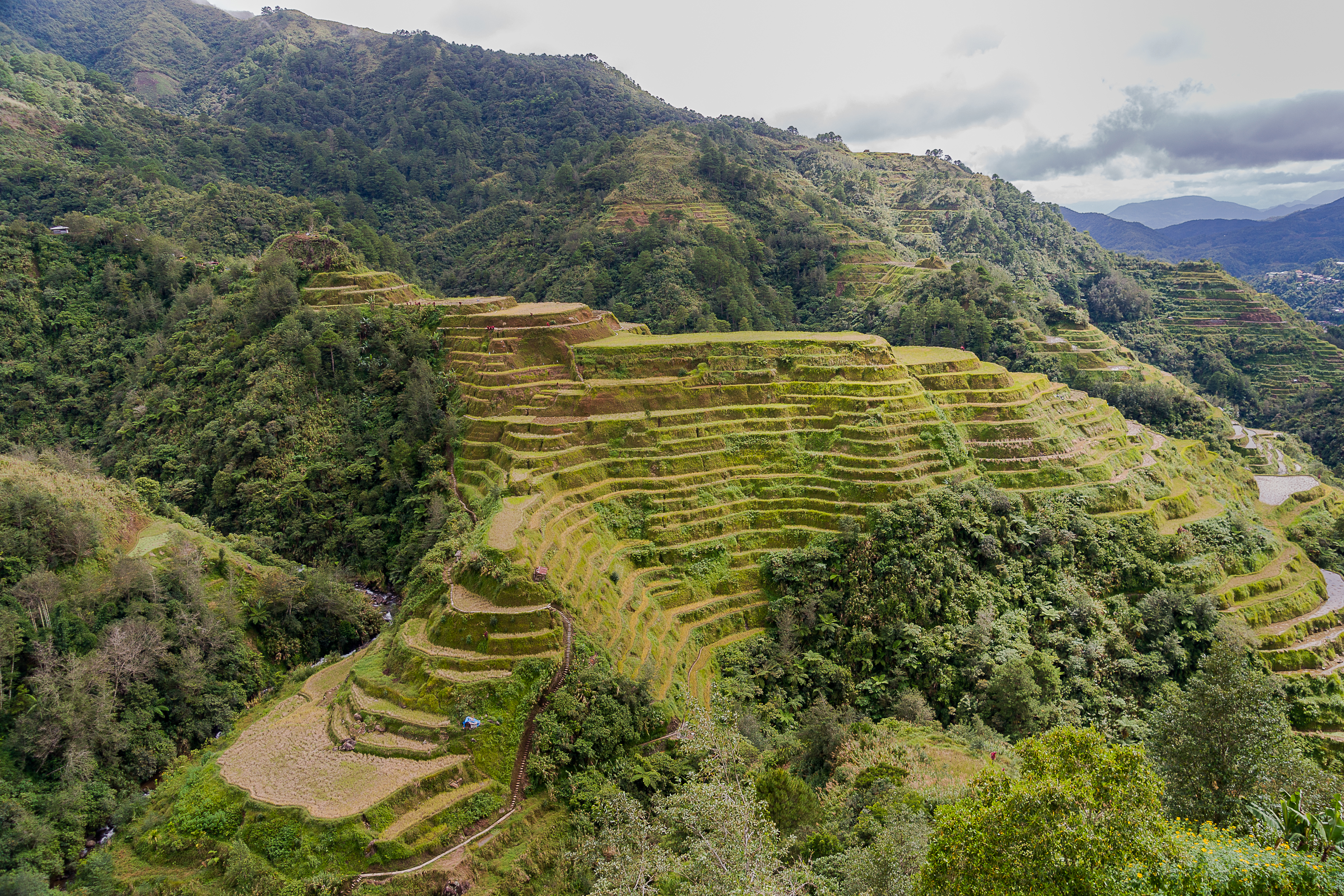
Die Reisterrassen von Banaue

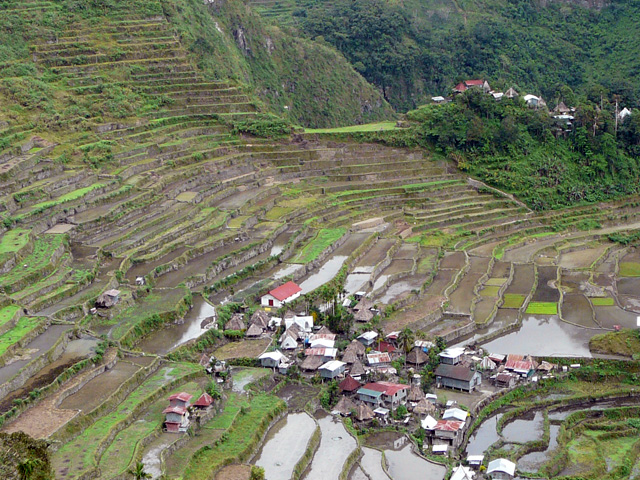
Die Reisterrassen von Batad

Die Reisterrassen in den philippinischen Kordilleren sind ein besonderes Landschaftsmerkmal der philippinischen Provinz Ifugao in den Kordilleren im Nordosten der Insel Luzon. Seit 1995 stehen sie auf der UNESCO-Liste des Weltkulturerbe.

## Beschreibung
Die Terrassen, die einen Großteil der Provinz bedecken, sind ein Beispiel für die umfassende Gestaltung einer Landschaft durch den Menschen. Seit vermutlich 2000 Jahren werden auf einer Höhe von 700 bis 1500 Metern die Berghänge mit Stützmauern terrassiert und für den Anbau von Reis und Gemüse bewässert. Dabei werden alle Flächen, bis zu einer Hangneigung von 70°, ausgenutzt. Die Mauern sind die einzigen präkolonialen Steinbauten auf den Philippinen.
Bau und Unterhaltung der Terrassen unterliegen bis heute den traditionellen Regeln der indigenen Ifugao. Oberhalb der Felder werden private Wälder (Muyong) unterhalten, um die Wasserversorgung zu sichern. Keine Terrasse darf den Fluss des Wassers zur nächsten tiefer liegenden Ebene aufhalten, die gesamte Wassermenge wird durch Dämme, Gräben und Bambusröhren in gemeinschaftlichem Besitz gleichmäßig verteilt. Die durchschnittlich zwei Meter hohen Stützmauern folgen der Kontur des Geländes und bestehen aus Bruchsteinen. Hinter ihnen wird der Grund zunächst mit Geröll gefüllt, in das Kanäle für die Entwässerung eingelassen werden. Etwa einen Meter unter der endgültigen Bodenhöhe folgt dann eine hoch verdichtete Erdschicht. Die obersten 20–30 cm sind dann der schlammige, kräftig durchgepflügte Ackerboden.
Traditionell sind alle Terrassen in Familienbesitz. Eigentumsrechte unterliegen den Regeln des Stammesrechts und werden durch heilige Männer (Mumbaki) durchgesetzt.

## Denkmalschutz
1991 wurden die Reisterrassen zum nationalen Schatz erklärt, zu ihrer Erhaltung gab es ab 1994 die Terrassenkommission von Ifugao. 1995 erklärte die UNESCO fünf einzelne Gebiete zum Weltkulturerbe:
- zwei Gebiete in der Stadtgemeinde Banaue (Battad und Bangaan),
- in der Stadtgemeinde Mayoyao,
- in der Stadtgemeinde Kiangan (Nacadan)
- und in der Stadtgemeinde Hungduan.

Im Jahr 2001 wurden die Reisterrassen auf der Roten Liste des gefährdeten Welterbes eingetragen. Mit dem abnehmenden Interesse der Ifugao an ihrer traditionellen Kultur werden auch die Reisterrassen immer weiter vernachlässigt. Immer mehr Bauern betreiben den Anbau nur noch als Schau für die Touristen, bei den Bewässerungsanlagen und dem Hochwasserschutz werden zunehmend Betonkonstruktionen eingesetzt, die auf die traditionellen Anlagen keinerlei Rücksicht nehmen. Die zentrale Organisation der Welterbestätte über die Terrassenkommission führt zudem zu Interessenkonflikten mit den lokalen Verwaltungsstrukturen, die nicht direkt von den Einnahmen aus dem Tourismus profitieren. Seit 2006 ist das in der Provinz angesiedelte Welterbebüro Ifugao für die Verwaltung zuständig.